# James Lees-Milne
George James Henry Lees-Milne, né le 6 août 1908 et mort le 28 décembre 1997, est un écrivain anglais spécialiste des country houses, qui travaille pour le National Trust de 1936 à 1973 et qui est historien de l'architecture et biographe. Il fait aussi partie des personnalités mondaines de l'après-guerre.

## Jeunesse

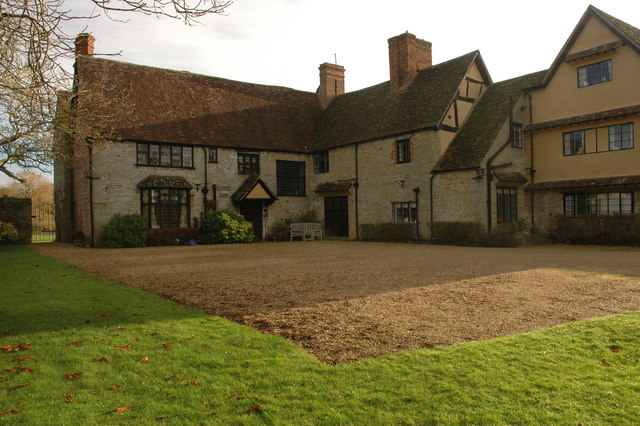
Wickhamford Manor.

Lees-Milne naît le 6 août 1908 au manoir de Wickhamford, dans le Worcestershire. Son biographe Michael Bloch observe que dans Another Self, Lees-Milne « donne l'impression qu'il descend d'une famille ancienne de gentilshommes campagnards, Wickhamford étant leur berceau. Ce n'était pas exactement le cas. ... Son père ... avait acheté Wickhamford, et était parti du Lancashire pour le Worcestershire, deux ans avant la naissance de Jim. ». Il est le deuxième de trois enfants et le fils aîné de George Lees-Milne (1880-1949), industriel du coton prospère qui exploitait aussi des terres, et de son épouse Helen Christina (1884-1962), fille d'Henry Bailey, juge de paix, vice-lieutenant de la Couronne du village de Coates dans le Gloucestershire. Le grand-père maternel de James (appelé Jim par ses proches) Lees-Milne est Sir Joseph Bailey, 1er baronnet, et son oncle, Joseph Bailey, deuxième baronnet, plus tard Thurland, titré baron Glanusk.
George Lees-Milne est d'abord lieutenant de la Cheshire Yeomanry, puis président de l'affaire familiale A. and A. Crompton & Co. Ltd, sa fortune étant issue de sa fabrique de coton du Lancashire,. Les parents de Lees-Milne formaient un couple « curieusement contrasté » ; son père, « timide mais de caractère égal », était plutôt « conventionnel dans son abord » avec une « prédilection pour les jeux d'argent et la séduction », « ponctuel à l'obsession et faisant constamment des plans », en contraste de son épouse, « sans inhibition avec un soupçon d'instabilité mentale ... qui coulait dans le sang des Bailey et dont [Lees-Milne] craignait toujours qu'elle ne puisse se cacher en lui » – elle n'était « absolument pas conventionnelle », « capricieuse et impulsive »; là  « où elle avait le sens de l'humour, il n'en avait aucun ». Un portrait exagéré de ses parents, les présentant comme une « paire d'excentriques frisant le ridicule », apparaît dans Another Life. La sœur de Lees-Milne, Audrey, née en 1905, se marie plus tard avec Matthew Arthur, 3e baron Glenarthur. Son frère cadet Richard naît en 1910. 

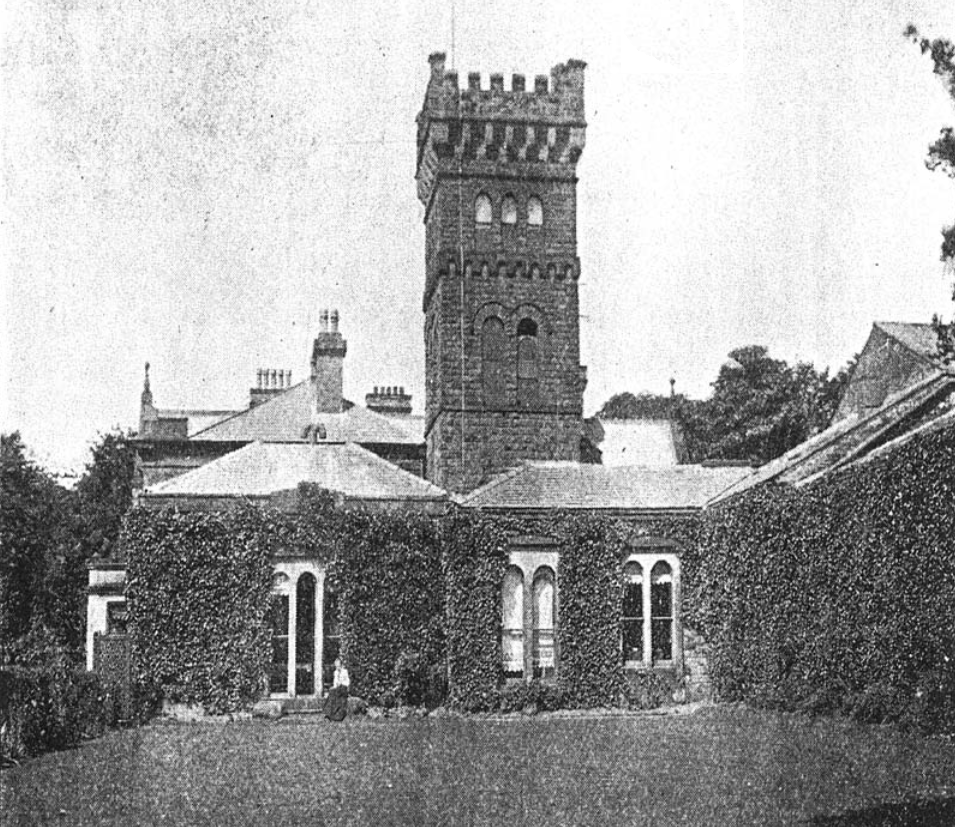
Crompton Hall.

La famille Lees-Milne est une branche de la famille Lees, issue typiquement de la gentry, qui plus tard acquit le château de Thurland, dans le Lancashire, ayant possédé un domaine appelé Clarksfield près d'Oldham depuis le règne de Jacques Ier. Chez eux l'on était en « terrain difficile » (Lees-Milne suggérait que leur devise aurait dû être « Chasse et Alcool »), et bien que la découverte de charbon sur leurs terres ait pu les enrichir, cela « ne les a pas civilisés » – L'arrière-grand-père de Lees-Milne, Joseph Lees, était l'un de trois frères quasi illettrés ... connus, d'après leurs obsessions respectives, sous les surnoms de Nimrod, Ramrod (baguette à fusil) et Fishing Rod (canne à pêche). Par leurs mariages ils étaient liés à deux familles « un peu mieux » – les Cromptons de Crompton Hall, et les Milnes de Park House,. Le nom de Milne a été ajouté par permission royale en 1890 par le grand-père de Lees-Milne, James (premier de la famille à être entré à Eton) afin d'hériter du domaine d'un parent du côté maternel. Pilier du parti conservateur d'Oldham, et soutien de la candidature de Winston Churchill, ce James Lees-Milne avait la réputation d'avoir refusé le titre de baronnet (ce qui advint par contre à son petit-fils James) au prétexte que cela l'aurait obligé de prononcer des discours en public. Le domaine ainsi acquis comprenait Crompton Hall, dans le Lancashire, et avec Wickhamford Manor tout cela appartenait à George Crompton Lees-Milne. Finalement il vendit les deux propriétés, mais Crompton Hall demeura dans la famille, mais le manoir fut démoli dans les années 1950,,,.
Lees-Milne fit ses premières études à la Lockers Park School dans le Hertfordshire, puis à Eton (où il fut ami intime de Desmond Parsons et ami de Hamish St. Clair-Erskine), et au Magdalen College d'Oxford dont il sortit diplômé en histoire en 1931. Il se convertit de l'anglicanisme au catholicisme en 1934 et décrit savoureusement son audience privée avec Pie XII en 1946 dans son Journal.

## Carrière
De 1931 à 1935, il est secrétaire privé du baron Lloyd,. En 1936, Lees-Milne est nommé secrétaire du comité des demeures de campagne (Country Houses Committee) du National Trust. Il garde ce poste jusqu'en 1950, sauf une période de service militaire de 1939 à 1941. Au poste de secrétaire du National Trust, il collabore régulièrement à sa lettre d'informations. Il arrive à transférer pour la première fois à grande échelle des demeures historiques de campagne, de la propriété privée vers le National Trust. Il démissionne de son poste à plein temps en 1950, mais garde une collaboration partielle, comme consultant en architecture et membre des comités.

### Écrits
Lees-Milne publia à partir de 1947 plusieurs ouvrages d'architecture pour le grand  public. Il fit paraître aussi treize longs volumes de son Journal ; sa plume acérée et parfois grincheuse a rencontré la faveur des lecteurs. Larry McMurtry remarque que « Lees-Milne, comme Pepys et Boswell, était désarmant de franchise lorsqu'il évoquait ses échecs – et qu'en vérité il n'aurait pas su comment les dissimuler ». Nicholas Birns note quant à lui que Lees-Milne « parle d'une manière si candide de lui-même, de sa vie, de son amour de l'art et de l'architecture qu'il arrive à tisser une relation privilégiée entre l'auteur et le lecteur, qui n'est pas communiquée avec facilité ou désinvolture, qui n'est ni affichée ni brandie. ».
Lees-Milne publia d'autres travaux, dont plusieurs biographies – par exemple celles d'Harold Nicolson, de William Cavendish, duc de Devonshire (dit le « duc célibataire »), ou de Lord Esher — ainsi qu'un roman d'inspiration autobiographique. 
En 1993, Lees-Milne refusa d'être nommé CBE, considérant que c'était une marque de reconnaissance insuffisante comparée au titre de chevalier qu'il aurait pu briguer à juste titre selon lui.

## Vie privée
Lees-Milne rendait visite à Lady Mosley (Diana Mitford), en décembre 1936 dans sa maison de campagne lorsque le roi Édouard VIII annonça son abdication. Le but de sa visite était d'examiner cette maison du XVIIe siècle que les Mosley louaient. Il a noté plus tard comment Diana (son mari était resté à Londres) et lui-même avaient écouté à la radio le discours d'abdication du roi, les larmes leur coulant sur les joues. Il avait eu une tendre amitié pour le frère de Lady Mosley, Tom Mitford, lorsqu'ils étudiaient ensemble à Eton, et il fut dévasté quand Tom fut tué au combat en Birmanie en 1945. Lees-Milne était ami avec nombre de membres de premier plan du monde intellectuel britannique et de personnalités mondaines de cette époque, dont Nancy Mitford, Harold Nicolson, Diana Mitford (qu'il avait aimée et dont il écrivit une biographie en deux tomes), Clementine Hudson (l'aristocrate de Banbury) et Cyril Connolly. Après la guerre, il aimait participer aux week-ends d'Edward Sackville-West à Long Crichel House où il trouvait une compagnie élégante passionnée d'art et de littérature.
En 1951, il épousa Alvilde Bridges, grande experte de l'art des jardins, qui venait de divorcer du vicomte Chaplin en 1950. Lees-Milne et Alvilde ont eu chacun des relations homosexuelles et celle-ci avait la réputation d'avoir connu une liaison avant son divorce avec la princesse de Polignac (née Singer) et d'autres femmes. Ils entretenaient des relations chacun de leur côté (comme elle avec Vita Sackville-West en 1955), mais le caractère fortement jaloux de son épouse finalement stabilisa leur couple.
Alvilde Lees-Milne mourut en 1994 et James Lees-Milne, à l'hôpital de Tetbury, le 28 décembre 1997. Ses cendres et celles de son épouse ont été dispersées sur la pelouse d'Essex House.

### Résidences
Après treize ans à Alderley Grange, à Wotton-under-Edge, dans le Gloucestershire et une courte période à Bath, James Lees-Milne et sa femme Alvilde vécurent après 1974 à Essex House, dans le domaine de Badminton, également dans le Gloucestershire. Il travaillait à la bibliothèque de William Thomas Beckford à Lansdown Crescent. Il s'opposa au duc de Beaufort, propriétaire du domaine de Badminton, car celui-ci avait la passion de la chasse au renard et faisait montre de manières autocratiques, ce qui provoquait l'exaspération de Lees-Milne. Cependant lorsqu'il fut devenu veuf, les Beaufort lui offrirent de ne plus verser de loyer. Bien que touché de cette amabilité, Lees-Milne, qui chérissait son indépendance et avait suffisamment de moyens, refusa cette offre. Il refusa aussi celle de ses amis, le duc et la duchesse (née Deborah Mitford) de Devonshire, d'habiter comme invité permanent dans leur château de Chatsworth. Comme curateur du Bath Preservation Trust, il devint aussi membre permanent de la fondation de la Beckford's Tower, formée en 1977 pour préserver et entretenir l'édifice et sa collection au bénéfice du public.

## Culture populaire
Une série de trois pièces inspirées par le Journal de Lees-Milne – Sometimes into the Arms of God, The Unending Battle et What England Owes – a été diffusée à la BBC en juillet 2013.

## Quelques publications
- The Age of Adam (1947)
- The Tudor Renaissance (1951)
- The Age of Inigo Jones (1953)
- Roman Mornings (1956)
- Earls of Creation: Five Great Patrons of Eighteenth-Century Art (1962)
- St Peter's: The Story of Saint Peter's Basilica in Rome (1967)
- English Country Houses: Baroque, 1685–1715 (1970)
- Another Self (1970), roman d'inspiration autobiographique
- William Beckford (1976)
- Round the Clock (1978)
- Harold Nicolson: A Biography, 2 vols. (1980–1981)
- Images of Bath illus by David Ford (1982)
- The Last Stuarts: British Royalty in Exile (1984)
- The Enigmatic Edwardian: The Life of Reginald, 2nd Viscount Esher (1986)
- Some Cotswold Country Houses: A Personal Selection (1987)
- Venetian Evenings (1988)
- The Bachelor Duke: A Life of William Spencer Cavendish, 6th Duke of Devonshire, 1790–1858 (1991)
- People and Places: Country House Donors and the National Trust (1993)
- Ruthenshaw (1994), fiction, a ghost story
- Fourteen Friends (1996)
- Journal:
  - Ancestral Voices (1975)
  - Prophesying Peace (1977)
  - Caves of Ice (1983)
  - Midway on the Waves (1985)
  - A Mingled Measure (1994)
  - Ancient as the Hills (1997)
  - Through Wood and Dale (1998)
  - Deep Romantic Chasm (2000)
  - Holy Dread (2001)
  - Beneath a Waning Moon (2003)
  - Ceaseless Turmoil (2004)
  - The Milk of Paradise (2005)